# N. Katrawas
N. Katrawas – grecki pływak, uczestnik Letnich Igrzysk Olimpijskich 1896.
W Atenach wystartował w 1200 metrów stylem dowolnym, jednak jego wynik jest nieznany; wiadomo jedynie, że nie zdobył olimpijskiego medalu.